# Prionezhsky (huyện)
Huyện Prionezhsky (tiếng Nga: Прионежский райо́н) là một huyện hành chính tự quản (raion), của Cộng hòa Karelia, Nga. Huyện có diện tích 3722 km², dân số thời điểm ngày 1 tháng 1 năm 2000 là 20800 người. Trung tâm của huyện đóng ở Petrozavodsk.